# 高岡伸夫
高岡 伸夫（たかおか のぶお、1953年‐）は日本の実業家である。株式会社タカショー 代表取締役社長。和歌山県出身。

## 略歴
1974年大阪経済大学卒業、1980年に大学時代の仲間とともに株式会社タカショー設立。
1998年にはジャスダック上場を果たす（2017年に東証二部へ市場変更）。社名の「タカショー」は前身の「高岡正一商店」の短縮形として名付けた。